# Ladies Asian Golf Tour
De Ladies Asian Golf Tour (LAGT) is een Aziatische organisatie die golftoernooien voor vrouwen organiseert. Het werd in 1983 opgericht als de Asia Ladies Golf Circuit (ALGC). Het hoofdkantoor van de LAGT is gevestigd in Toyohashi, Japan.

## Geschiedenis

### 1983-1986
Het geschiedenis bij de vrouwelijke golfprofessionals in Azië begon met het oprichten van de Asia Ladies Golf Circuit (ALGC) in 1983. De ALGC werd gelanceerd wanneer enkele Aziatische landen zoals Thailand, Singapore, Maleisië, Indonesië, Hongkong, Taiwan en de Filipijnen toetreden bij de ALGC. De missie van de ALGC was om het damesgolf te promoten en Aziatische dames opleiden tot volwaardige golfsters. Toen waren er niet veel Aziatische golfprofessionals, behalve in Japan en Zuid-Korea die toen respectievelijk een eigen golftour hadden: de LPGA of Japan Tour en de LPGA of Korea Tour.

### 1987-2004
In 1987 werd de tour officieel gelanceerd als de "Kosaido Ladies Asian Golf Circuit" (Kosaido LAGC) in vijf Aziatische landen. Zeventien jaar later was het laatste seizoen nadat de hoofdsponsor, Kosaido Company of Japan, zich terugtrok wegens het overlijden van zijn voorzitter, de heer Yoshiaki Sakurai, in 2003. Dit circuit was voor enkele golfsterren een ideale lanceerplatform voor hun golfcarrières. De bekende golfsterren waren onder andere Liselotte Neumann, Sofia Grönberg uit Zweden en Mardi Lunn, Karen Lunn en Corinne Dibnah uit Australië.

### 2005-heden
Na een afwezigheid van een jaar, besloot de voorzitter Koichi Kato om de tour herlanceren als de Ladies Asian Golf Tour (LAGT). Het eerste officiële toernooi was de Phuket Thailand Ladies Masters. Het was een alternatief voor het Thailand Ladies Open die toen alleen op de kalender stond van de Ladies European Tour.
In 2006 vond de tour plaats in Hongkong, Thailand, Maleisië, China en Macau. In 2007 vergezelde India de tour met het Women's Indian Open. In 2010 verwelkomde de tour met Indonesië een nieuw toernooi: het Ladies Indonesia Open.
In 2010 begon LAGT samen te werken met de Ladies European Tour. In 2011 werd het aantal toernooien fors uitgebreid door een samenwerking tussen de LAGT en de Taiwan LPGA Tour.

## Order of Merit
De Order of Merit werd door de LAGT voor het eerst gelanceerd in 2006.
| Jaar | Winnares                | Prijzengeld ($) |
| ---- | ----------------------- | --------------- |
| 2006 | Ji Eun-hee              | 28.845          |
| 2007 | Na Da-ye                | 44.500          |
| 2008 | Seo Hee-kyung           | 45.000          |
| 2009 | Suh Bo-mi               | 48.500          |
| 2010 | Lee-Anne Pace           | 88.330          |
| 2011 | Yani Tseng              | 62.550          |
| 2012 | Patcharachuta Kongkapan | 87.966          |
| 2013 | Pornanong Phatlum       | 116.295         |
| 2013 | Pornanong Phatlum       | 82.500          |